# Black Knight (Fernsehserie)
Black Knight (koreanischer Originaltitel: 택배기사) ist eine südkoreanische Serie, basierend auf dem Webtoon Delivery Knight von Lee Yoon-kyun, der zwischen 2016 und 2019 via Toomics erschienen ist. Die Serie wurde am 12. Mai 2023 weltweit auf Netflix veröffentlicht.

## Handlung
2071, nachdem ein Komet den größten Teil der Welt zerstört hat, ist ein Großteil der koreanischen Halbinsel zu einem dystopischen Ödland verkommen. Aufgrund von extremer Luftverschmutzung ist es nicht mehr möglich ohne Atemschutzmaske zu leben. Die menschliche Population ist auf 1 % geschrumpft. Um die spärlichen Ressourcen zu regulieren, wurde die Bevölkerung aufgrund ihres sozialen Status mittels QR-Code in die Distrikte reguläre Distrikte, Sonderdistrikt und Zentraldistrikt eingeteilt. Die unterste Schicht der Gesellschaft bilden die Flüchtlinge, die in Armut und außerhalb der Distrikte leben. Ein weiterer wichtiger Bestandteil dieses Systems sind die Kuriere, auch Knights genannt, um das Fortbestehen der Menschen sicherzustellen. Ihre Aufgabe ist es, lebenswichtige Lieferungen und Güter wie Sauerstoff in einer lebensfeindlichen Umwelt sicher zu transportieren und sie vor Diebstahl durch Gruppierungen wie den Jägern, abtrünnige Flüchtlinge, zu schützen. Der Sauerstoff wird von der Chunmyung-Gruppe zur Verfügung gestellt, die von Ryu Jae-jin und seinem Sohn Ryu Seok geführt wird. Jae-jin ist der Schöpfer des Air Core, der den Sauerstoff für die Menschheit herstellt.
Einer der Kuriere ist 5-8, der nicht nur quer durch alle Distrikte bekannt und teils gefürchtet ist, sondern auch über außergewöhnliche Kampffähigkeiten verfügt und als Samariter unter den Flüchtlingen gilt. Er trifft eines Tages auf Sa-wol, der davon träumt, Kurier zu werden. Sa-wol muss mitansehen, wie seine Adoptivschwester Seul-ah ermordet wird. Er wird dabei von 5-8 gerettet und aufgenommen. Als Seok auf der Suche nach einem neuen Kurier ist und daraus einen großen Wettbewerb macht, bewirbt sich Sa-wol. Er wird von 5-8 und einigen anderen auf den Wettbewerb vorbereitet und trainiert. In Wahrheit ist 5-8 ein Widerstandskämpfer gegen die Chunmyung-Gruppe. Er kommt dahinter, dass diese für das Verschwinden von mehreren Jugendlichen verantwortlich sind. Auch Seul-ah sollte entführt werden, bevor Sa-wol dies versucht hat zu verhindern. Die Chunmyung-Gruppe will einen Umsiedlungsplan vorantreiben und benötigt dafür die DNA-Daten jedes einzelnen. 5-8 entdeckt außerdem, dass die Luftverschmutzung zusätzlich künstlich durch die Chunmyung-Gruppe erzeugt wird, damit ihre Dienstleistung weiter nachgefragt wird. Seok, der einen anderen Plan verfolgt wie sein Vater, sind die Flüchtlinge ein Dorn im Auge. Deshalb lässt er während des Finales des Kurier-Wettbewerbes mehrere Bomben in den Flüchtling-Distrikten hochgehen, um die Flüchtlinge loszuwerden.
5-8 erkennt, dass Sa-wol ein Mutant ist. Dabei handelt es sich um Kinder von Oxyanium-Bergleuten, die alle Metall als Knochen haben. Ihre Mutation ist das Ergebnis der in den Minen gefundenen radioaktiven Materialien. Deshalb ist für Seok die DNA-Probe von Sa-wol so wichtig. Seok leidet an einer unheilbaren Krankheit und glaubt in den Mutanten seiner Meinung nach das Gegenmittel gefunden zu haben. Deshalb ließ er diverse Kinder entführen und ließ Test an diesen durchführen. Auch die DNA-Proben dienten ihm ausschließlich zu Testzwecken, um an die mutierten Kinder zu kommen.
Sa-wol gewinnt den Wettbewerb und wird der neue Kurier 5-7. Der bisherige wurde zuvor von Seok getötet. Sa-wol schließt sich außerdem 5-8 bei seinem Widerstandskampf an. Dieser verbündet sich mit Jung Seol-ah, die Schwester von Seul-ah sowie eine Offizierin des militärischen Nachrichtendienstes des Defense Intelligence Command. Seol-ah ist ebenfalls auf Rache aus, nachdem sie erfahren hat, dass Seok Söldner für den Tod ihrer Schwester verantwortlich ist. Die beiden beschließen, Seok zu töten, um sein terrorisierendes Regime zu beenden. Nachdem Sa-wols Opa dem Widerständlern eine Karte überreicht hat, machen sich 5-8 und die anderen auf den Weg dorthin. Im Zentraldistrikt beginnen sie den Kampf mit den Wachen. Währenddessen hat Seok Sa-wol gefangen genommen und entnimmt ihm Blut für eine Fusion. 5-8 kämpft sich zu Seok vor, während die andern die entführten Kinder befreien und den Zentraldistrikt verlassen. Seok erkennt, dass er in die Enge getrieben wurde und erhöht die Intensität des Air Core, sodass dieser überlastet wird und letztendlich das gesamte Gebäude in die Luft jagt. Kurz vor der Explosion erschießt 5-8 Seok, rettet Sa-wol und entkommt mit diesem. Einige Wochen später sind die Chunmyung -Gruppe und die Distrikte aufgelöst. Die neue Regierung arbeitet kontinuierlich an der Verbesserung des Sauerstoffversorgungssystems und die Luftqualität wird besser.

## Besetzung und Synchronisation
Die deutschsprachige Synchronisation entstand nach den Dialogbüchern sowie unter der Dialogregie von Axel Strothmann durch die Synchronfirma Interopa Film in Berlin.
| Rolle                       | Schauspieler    | Synchronsprecher |
| --------------------------- | --------------- | ---------------- |
| 5-8                         | Kim Woo-bin     | Patrick Schlegel |
| Yoon Sa-wol                 | Kang You-seok   | David Brizzi     |
| Ryu Seok                    | Song Seung-heon | Johannes Raspe   |
| Jung Seol-ah                | Esom            | Noemi Ferrari    |
| Jung Seul-ah                | Roh Yoon-seo    | Nina Schatton    |
| Vorsitzender Ryu Jae-jin    | Nam Kyung-eup   | Sven Brieger     |
| Präsidentin Chae Jin-gyeong | Jin Kyung       | Janine Kreß      |
| Opa                         | Kim Eui-sung    | Uwe Büschken     |
| Wuff                        | Jeong Eun-seong | Vincent Borko    |
| Wuff-Wuff                   | Lee Sang-jin    | Dirk Stollberg   |
| Loser                       | Lee Ju-seung    | Christian Ludwig |
| Oh Ji-hwan                  | Lee Sung-wook   | Axel Strothmann  |
| Sergeant Lee                | Im Sung-jae     | Roland Wolf      |
| 4-1                         | Lee E-dam       | Maribel Dente    |
| 5-7                         | Bae Yoo-ram     | Tom Raczko       |
| 2-4                         | Bae Myung-jin   | Tim Gössler      |
| 3-3                         | Lee Soon-won    | Imme Aldag       |
| Joo Gyeong-nam              | Kim Min         | Oscar Räuker     |
| Informant                   | Kim Ki-bang     | Rainer Fritzsche |

## Episodenliste
| Nr.                                                                      | Deutscher Titel | Originaltitel |
| ------------------------------------------------------------------------ | --------------- | ------------- |
| 1                                                                        | Folge 1         | 1화           |
| 2                                                                        | Folge 2         | 2화           |
| 3                                                                        | Folge 3         | 3화           |
| 4                                                                        | Folge 4         | 4화           |
| 5                                                                        | Folge 5         | 5화           |
| 6                                                                        | Folge 6         | 6화           |
| Am 12. Mai 2023 wurden alle Folgen der Serie bei Netflix veröffentlicht. |                 |               |